# Watashi iro / Bokura Style
Singles de Misono
Urusei Yatsura no Theme ~Lum no Love Song~ / Me
(2009) ...Suki xxx/Jyunni ji mae no Tsuderella
(2010)
Watashi iro / Bokura Style est le 15e single de Misono sorti sous le label Avex Trax le 25 novembre 2009 au Japon. Il atteint la 34e place du classement de l'Oricon, il reste classé pendant 4 semaines, pour un total de 3 800 exemplaires vendus. Il sort en format CD et CD+DVD.
Watashi iro et Bokura Style ont la même mélodie, et Gelände ga Tokeru Hodo Koishitai est une reprise de Kōmi Hirose. Watashi iro se trouve sur l'album Me.

## Liste des titres
| 1. | Watashi iro (私色)                                                             | Misono                        | Misono, Kōmi Hirose, Shinjirou Inoue | 4:58 |
| 2. | Bokura Style (僕らスタイル)                                                    | Kōmi Hirose, Susumu Nishikawa | Kōmi Hirose                          | 4:19 |
| 3. | Gelände ga Tokeru Hodo Koishitai (ゲレンデがとけるほど恋したい)                | Kōmi Hirose, Susumu Nishikawa | Kōmi Hirose                          | 5:09 |
| 4. | Watashi iro (instrumental) (私色)                                              |                               | Misono, Kōmi Hirose, Shinjirou Inoue | 4:58 |
| 5. | Bokura Style (instrumental) (僕らスタイル)                                     |                               | Kōmi Hirose, Susumu Nishikawa        | 4:19 |
| 6. | Gelände ga Tokeru Hodo Koishitai (instrumental) (ゲレンデがとけるほど恋したい) |                               | Kōmi Hirose, Susumu Nishikawa        | 5:07 |

| 1. | Bokura Style (僕らスタイル)                              | 4:20 |
| 2. | Watashi Iro / Bokura Style (TV Spot) (私色/僕らスタイル) | 0:15 |